# 勒瓦勒代农
勒瓦勒代农（法語：Le Val-d'Esnoms，法語發音：[lə val denɔ̃]）是法国上马恩省的一个市镇，属于朗格勒区。

## 地理
勒瓦勒代农（47°41'19"N, 5°12'48"E）面积32.48 平方千米，位于法国大東部大區上马恩省，该省份为法国东北部内陆省份，北起马恩省和默兹省，西接奥布省，西南接科多尔省，东南接上索恩省，东临孚日省。
与勒瓦勒代农接壤的市镇（或旧市镇、城区）包括：瑟隆热、韦尔努瓦莱韦夫尔、欧热尔、勒谢、勒蒙索若奈、里维耶尔莱福斯、圣布鲁万莱福斯、瓦扬、韦夫尔苏沙朗塞。

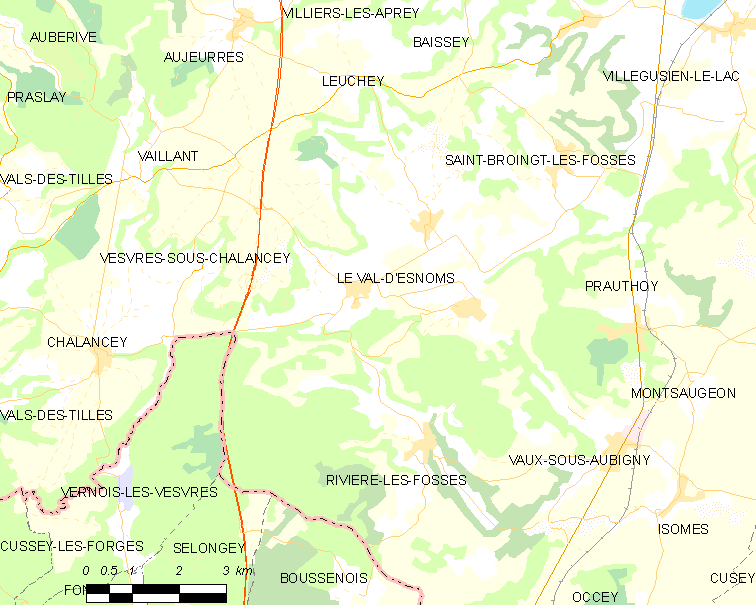
勒瓦勒代农的OSM定位图

勒瓦勒代农的时区为UTC+01:00、UTC+02:00（夏令时）。

## 行政
勒瓦勒代农的邮政编码为52190，INSEE市镇编码为52189。

## 政治
勒瓦勒代农所属的省级选区为维勒居西安勒拉克县。

## 人口

1962-2008年间勒瓦勒代农人口变化图示

勒瓦勒代农于2022年1月1日时的人口数量为367人。